# Martín Cáceres
Martín Cáceres, vollständiger Name José Martín Cáceres Silva, (* 7. April 1987 in Montevideo) ist ein uruguayischer Fußballnationalspieler.

## Karriere

### Verein

#### Anfänge
Martín Cáceres, der in Sayago aufwuchs, begann seine Karriere in seiner uruguayischen Heimat bei Defensor Sporting. Dort spielte er zunächst in der Jugendmannschaft. 2006 debütierte er in der Partie gegen Cerro in der im Estadio Luis Tróccoli ausgetragenen Partie in der Primera División. Am 20. August 2006 traf er dann beim Sieg über Peñarol erstmals in Uruguays höchster Spielklasse. Mit 19 Jahren war er bereits Mannschaftskapitän.

#### FC Villarreal
Im Sommer 2007 wechselte er zum spanischen Erstligisten FC Villarreal. Dort unterschrieb er einen Fünfjahresvertrag. Um Erfahrung zu sammeln, wurde er an den Erstliga-Konkurrenten Recreativo Huelva, mit dem eine Kooperation in Sachen Transfers bestand, ausgeliehen. Am 9. Januar 2008 erzielte Cáceres, gegen den Club, bei dem er eigentlich unter Vertrag stand, den FC Villarreal, das entscheidende Tor zum 1:0-Hinspielsieg in der Copa del Rey. Am Saisonende gelang dem andalusischen Klub der Klassenerhalt, an dem Cáceres als Stammspieler großen Anteil hatte, wodurch er das Interesse größerer Vereine auf sich zog.

#### FC Barcelona
Zur Saison 2008/09 wechselte Martín Cáceres für eine Ablösesumme von 16,5 Millionen Euro zum FC Barcelona. Der bis 2012 laufende Vertrag beinhaltete eine Ausstiegsklausel von 50 Millionen Euro. Mit Barça gewann der Uruguayer 2008/09 unter Trainer Pep Guardiola das Triple aus Champions League, Spanische Meisterschaft und Copa del Rey. Cáceres bestritt dabei zwar insgesamt 23 Partien, schaffte es aber nicht zum Stammspieler.

##### Leihe nach Turin
Am 7. August 2009 wechselte Martín Cáceres leihweise für ein Jahr zum italienischen Rekordmeister Juventus Turin. Juve besaß eine Option, den Abwehrspieler nach Ablauf der Leihe für eine festgeschriebene Summe weiterverpflichten. Bereits bei seinem ersten Einsatz, am 12. September 2009, erzielte der Abwehrspieler beim 2:0-Auswärtssieg im Serie-A-Spiel gegen Lazio Rom seinen ersten Treffer für die Alte Dame. Zum Saisonende wurde die Kaufoption jedoch nicht wahrgenommen und der Defensivspieler kehrte wieder nach Barcelona zurück.

#### FC Sevilla
Jedoch wurde Cáceres gleich wieder ausgeliehen und spielte in der Saison 2010/11 für den FC Sevilla. Er absolvierte in dieser Spielzeit 37 Spiele für Sevilla und erzielte zwei Treffer. Sevilla besaß obendrein eine Kaufoption, die im Mai 2011 auch gezogen wurde. Cáceres unterschrieb einen neuen Vertrag bis zum 30. Juni 2015.

#### Rückkehr nach Turin
Nach nur eineinhalb Jahren kehrte Martin Cáceres leihweise zu seinem früheren Arbeitgeber Juventus Turin zurück. Die Italiener erhielten dabei eine Kaufoption auf Basis einer Transfersumme in Höhe von acht Millionen Euro.
Bei seinem ersten Spiel für die Bianconeri in der Coppa-Italia-Partie gegen den AC Mailand im Giuseppe-Meazza-Stadion erzielte der Uruguayer beide Treffer zum 2:1-Sieg. Am Saisonende stand der Gewinn der italienischen Meisterschaft zu Buche. Zur Saison 2012/13 wurde Cáceres schließlich fest verpflichtet. Er unterschrieb einen Vierjahresvertrag bis zum 30. Juni 2016. In Turin absolvierte er seit seiner Rückkehr bis zum Abschluss der Spielzeit 2012/13 29 Spiele in der Serie A, bei denen er zwei Tore erzielte. Am Saisonende 2012/13 feierte er mit seinem Team abermals den Gewinn der Italienischen Meisterschaft. In der Saison 2013/14, die mit dem dritten Landesmeistertitel seit Cáceres’ Rückkehr gekrönt wurde, kam er in der Liga 17-mal zum Zug. Auch drei Einsätze in der Champions League und acht in der Europa League sind in jener Spielzeit verzeichnet. In der Spielzeit 2014/15 wurde er in zehn Partien (ein Tor) der Serie A und zwei Champions-League-Spielen (kein Tor) eingesetzt. Aufgrund eines im Training erlittenen Knöchelbruchs fiel er ab dem 8. März 2015 längere Zeit verletzungsbedingt aus. In jener Saison triumphierte er mit dem Team sowohl in der Coppa Italia 2014/15 als auch vorzeitig in der Meisterschaft. Zudem zog Juventus in das Finale der Champions League ein.
In der Spielzeit 2015/16 absolvierte er einschließlich seines letzten Einsatzes am 3. Februar 2016 sechs Serie-A-Partien (kein Tor). Am 3. Februar 2016 zog sich Cáceres einen Achillessehnenriss am rechten Fuß zu. Es wurde eine voraussichtliche Ausfallzeit von sechs bis acht Monaten prognostiziert. Eine Verlängerung seines Ende Juni 2016 auslaufenden Vertrags bei den Turinern fand nicht statt.

#### Wechsel nach England
Nachdem er zunächst einige Monate vereinslos gewesen war, wurde am 17. Januar 2017 vermeldet, dass Cáceres eine Übereinkunft mit dem türkischen Klub Trabzonspor zum Abschluss eines Vertrages über drei Spielzeiten erzielt habe. Letztlich scheiterte das Engagement daran, dass er die medizinische Untersuchung bei den Türken nicht bestand. Die Presse berichtete ebenfalls, dass deutliche Unterschiede hinsichtlich der finanziellen Vorstellungen der beiden Parteien existierten. Cáceres trennte sich anschließend von seinem langjährigen Berater Daniel Fonseca.
Am 7. Februar 2017 vermeldete die BBC schließlich, dass Cáceres eine Übereinkunft mit dem FC Southampton in Bezug auf ein sechsmonatiges Engagement erzielt habe. Am 16. Februar 2017 unterzeichnete er schließlich einen Vertrag bis Saisonende bei den Briten, kam jedoch lediglich einmal (kein Tor) in der Premier League zum Einsatz.

#### Erneutes Engagement in Italien
Ende Juli 2017 fand er in dem italienischen Erstligisten Hellas Verona einen neuen Arbeitgeber. Im Januar 2018 wechselte er ligaintern zu Lazio Rom.
Die Rückrunde der Saison 2018/19 spielte Cáceres leihweise wiederum bei Juventus. Unter Trainer Massimiliano Allegri gewann er mit den Turinern seinen sechsten Scudetto. Nachdem sein Vertrag in Rom im Sommer ausgelaufen war, schloss er sich am 30. August 2019 der AC Florenz an. Nach 56 Ligaspielen und drei Toren und zwei Monaten ohne Verein schloss er sich im September 2021 Cagliari Calcio an. Dort verbrachte er ein halbes Jahr, bevor er sich im Januar 2022 UD Levante anschloss. Er schloss einen Vertrag bis zum Ende der Saison ab mit der Option der Verlängerung bis zum Ende der Saison 2023/24. Cáceres bestritt 10 von 17 möglichen Ligaspielen für Levante. Die Verlängerungsoption für den Vertrag wurde nicht ausgeübt, so dass er ab Juli 2022 zunächst ohne Vertrag war.

### Wechsel nach Amerika
Mitte August 2022 fand er mit LA Galaxy einen neuen Verein, wo er einen Verein bis zum Ende der Saison 2022 mit der Option der Verlängerung um eine weitere Saison abschloss. In seiner ersten Saison bestritt er 8 von 11 möglichen Ligaspielen für Galaxy. Von Juni 2023 bis Februar 2024 fiel er wegen einer Knieverletzung aus. 2024 bestritt er in der ersten Hälfte der Saison 15 Spiele in der MLS, anschließend fiel er lange mit einer Verletzung an der Achillessehne aus. Im Dezember 2024 gewann Galaxy den MLS Cup, was für Cáceres den achten Meisterschaftstitel in seiner Karriere bedeutete.

### Rückkehr nach Südamerika
Im Februar 2025 brach er seine Zelte in den USA ab und wechselte nach Paraguay, wo er seitdem für den Club Libertad spielt.

## Nationalmannschaft
Martín Cáceres debütierte in der U-20-Auswahl Uruguays bei der U-20-Südamerikameisterschaft 2007 in Paraguay, wo er mit Uruguay den dritten Platz belegte. Er nahm mit Uruguays U-20-Nationalmannschaft an der Junioren-Fußballweltmeisterschaft 2007 in Kanada teil, bei der die Mannschaft im Achtelfinale an den USA scheiterte. Er soll elf Länderspiele (kein Tor) für die U-20 absolviert haben.
Am 12. September 2007 feierte Cáceres gegen die südafrikanische Nationalelf in Johannesburg sein Debüt in der uruguayischen Nationalmannschaft. 2010 gehörte er zum Aufgebot Uruguays bei der in Südafrika ausgetragenen Weltmeisterschaft. Hier stand er sowohl im Halbfinale gegen die Niederlande als auch im Spiel um Platz 3 gegen die deutsche Fußballnationalmannschaft in der Startformation. Auch gehörte Cáceres zum siegreichen Kader Uruguays bei der Copa América 2011. 2013 wirkte er beim FIFA-Konföderationen-Pokal mit. Bei der Weltmeisterschaft 2014 in Brasilien war er erneut Mitglied des Aufgebots Uruguays.
Sein 100. Länderspiel bestritt er am 13. Oktober 2020 bei der 2:4-Niederlage gegen Ecuador in der Qualifikation für die WM 2022.

## Erfolge
- Copa América: 2011
- Spanischer Meister: 2008/09
- Spanischer Pokalsieger: 2008/09
- UEFA-Champions-League-Sieger: 2008/09
- Italienischer Meister: 2011/12, 2012/13, 2013/14, 2014/15, 2015/16, 2018/19
- Italienischer Supercupsieger: 2012, 2013, 2015
- Italienischer Pokalsieger: 2014/15, 2015/16
- MLS Cup: 2024

## Trivia
- Nachdem Cáceres zuvor bereits am 17. März 2013 einen Autounfall verursacht hatte, bei dem er sich Verletzungen zuzog, die sportlich eine einmonatige Zwangspause für ihn bedingten,[31] verunglückte er Ende September 2015 erneut und fuhr mit seinem Ferrari in eine Bushaltestelle in Turin. Verletzt wurde niemand, Cáceres war bei dem Unfall aber alkoholisiert und musste für sechs Monate seinen Führerschein abgeben.[32][33]